# 妙見温泉 (鹿児島県)
妙見温泉（みょうけんおんせん）は、鹿児島県霧島市隼人町（旧国大隅国）に広がる温泉。新川渓谷温泉郷の中では最も大きい。また牧園町に広がる安楽温泉もある。

## 泉質
- ナトリウム・カルシウム・マグネシウム - 炭酸水素塩泉（低張性中性高温泉）・旧分類 重炭酸土類泉

## 温泉街
天降川（あもりがわ）の河畔に旅館が集まっている。温泉街というほどの規模はないが、自然が豊かで各旅館とも露天風呂に力を入れており、近年は人気の高い温泉地の一つになっている。離れを持った超高級旅館などもあるが、元々は湯治場であり、自炊宿も多い。

## 歴史
1895年（明治28年）の開湯で、妙見神社の旧跡から発見されたことに因む。
1967年（昭和42年）10月19日 - 厚生省告示第420号により、隼人・新川（しんかわ）渓谷温泉郷の一部として国民保養温泉地に指定。

## アクセス
- 鉄道：
  - JR日豊本線隼人駅下車、温泉バス（毎日運行）で約20分（4便）。
  - JR肥薩線嘉例川駅下車、温泉バスで13分。なお、このバスは鹿児島空港からも1日5便発着している。
- バス（温泉バス以外）：国分駅から鹿児島交通鹿児島空港ゆき乗車、妙見温泉下車

- 道路：九州自動車道溝辺鹿児島空港ICより国道504号・国道223号経由で11キロ（約15分）。